# Ninjin
Corta Essa, Ninjin é a segunda série animada e primeiro projeto transmídia original do Cartoon Network Brasil (depois de Irmão do Jorel) e foi criada por Pocket Trap e Roger Keesse, baseada no jogo Ninjin: Clash of Carrots de 2018. Co-produzida pela Pocket Trap e Birdo Studio, estreou em 4 de setembro de 2019 no Cartoon Network.
O trailer oficial foi publicado na plataforma do Twitter na conta oficial do Cartoon Network Brasil em 2 de setembro de 2019.
O projeto conta com 4 arcos divididos entre 26 episódios de 7 minutos, 17 episódios de web e duas sagas em quadrinhos formato webtoons.
A série, mesmo tendo atingido primeiro lugar entre o público infantil e oitavo para o público geral, foi eliminada dos canais do YouTube da Cartoon Network Latin America e da HBO Max Latin America.

## Personagens
- Ninjin (dublado por Carol Valença) é um coelho que quer ser um grande ninja aprendendo com Sensei, como seu antigos ancestrais. Possui uma espada grande de madeira com a ponta quebrada como arma.
- Akai (dublada por Luiza Porto) é uma raposa que fez amizade com Ninjin e o sapo Flink. Ela também quer se tornar uma grande kunoichi, que quer dizer garota ninja, ou a versão feminina do ninja, aprendendo suas artes com o Sensei. Possui bombas roxas como arma principal.
- Flink (dublado por Vii Zedek) é um sapo que tem como habilidades levitação, telecinese e controle sobre os elementos. Ele é amigo de Ninjin e de Akai, aprendendo com o Sensei a ser um grande ninja.
- Sensei (dublado por Alfredo Rollo) é um coelho ninja que treina Ninjin, Akai e Flink para serem grandes ninjas, apesar de não os ensinar com vontade.

### Tropa de Shogun
- General Jam (dublado por Marco França) é um general que comanda a tropa de Shogun Moe.

## Sinopse
A série conta a história de um coelho chamado Ninjin, que ao lado de seus amigos, a raposa Akai e o sapo Flink, saem em busca das cenouras roubadas de sua vila pelo vilão Shogun Moe.